# Rzeźnik (nazwisko)
Rzeźnik – polskie nazwisko. Na początku lat 90. XX wieku w Polsce nosiły je 3436 osoby, według nowszych, internetowych danych noszą je 3953 osoby. Nazwisko pochodzi od słowa rzeźnik i jest najbardziej rozpowszechnione w centralnej i południowo-wschodniej Polsce.

## Znane osoby noszące to nazwisko
- Dariusz Rzeźnik (1975 – 2017) – polski folklorysta, tancerz i muzyk ludowy;
- Johnny Rzeznik (ur. 1965) – amerykański piosenkarz, autor tekstów, kompozytor i gitarzysta;
- Maciej Rzeźnik (ur. 1981) – polski kierowca rajdowy.